# Pubblicità indiretta
La pubblicità indiretta (in inglese product placement) è quel tipo di pubblicità che compare in spazi non prettamente pubblicitari, senza essere segnalata come tale. Si parla invece di pubblicità occulta quando ciò avviene in modo non palese, questo secondo termine assume una forte connotazione negativa.
Si realizza generalmente attraverso l'inserimento di prodotti di un certo marchio all'interno di un prodotto cinematografico o televisivo, a fronte del pagamento di un corrispettivo da parte dell'azienda che viene pubblicizzata.

## Caratteristiche
Confrontando questa definizione con quella di pubblicità propriamente detta, che intende con questo termine qualsiasi forma di presentazione di idee, beni e servizi veicolata a pagamento (con tariffe e costi certi e pre-identificabili), tramite specifici supporti (media e veicoli), da parte di ben definiti soggetti promotori che altresì fruiscono dei vantaggi della comunicazione, si potrebbe impropriamente catalogarlo all'interno di questa categoria di strumenti promozionali, affermando che la pubblicità occulta è la pubblicità quando usa come mezzo il film. 
In realtà la pubblicità occulta è uno strumento promozionale a sé stante, con caratteristiche ben definite, che la differenziano in modo evidente dalla pubblicità.
La pubblicità occulta è una forma di comunicazione esterna, impersonale, attraverso la quale è possibile utilizzare cinema per promuovere un prodotto.
Uno dei punti di forza della pubblicità occulta sta nel fatto che, con una strategia ben pianificata, permette non solo di raggiungere la propria clientela naturale, ma addirittura di ampliarla (sia geograficamente che socialmente) con un investimento relativamente contenuto.
La pubblicità occulta è uno strumento impersonale, quindi segue le caratteristiche di questo tipo di comunicazione: 
- la comunicazione è, almeno pro tempore, sostanzialmente unidirezionale. Essa è infatti indirizzata dal comunicatore ai riceventi in modo tale per cui il primo non può immediatamente adattare il proprio comportamento alle reazioni suscitate;
- la comunicazione presenta un'elevata uniformazione e di conseguenza risulta fortemente limitata la possibilità di distorsioni soggettive del messaggio a opera dei comunicatori sebbene non si possa sempre escludere una più o meno vasta eventualità di non ricezione o di errata interpretazione;
- la comunicazione si realizza con un processo indiretto. La sua concreta attuazione richiede l'impiego di opportuni supporti per la trasmissione dei messaggi in quanto i soggetti attivi e passivi del processo informativo non sono contemporaneamente presenti nel tempo e/o nello spazio.

## Tipologie
La pubblicità indiretta può essere attuata attraverso diverse tipologie:
- Visuale (screen placement): il marchio viene posizionato in primo piano, rendendolo ben riconoscibile da parte dello spettatore e bastano poche inquadrature affinché il ricordo rimanga impresso nella sua mente, oppure viene inserito come sfondo alla scena, ma in questo caso occorrerà aumentare la durata e il numero di inquadrature affinché si possa ottenere lo stesso effetto di cui sopra. In alcuni casi, specie in TV, la presenza del brand è più discreta.
- Verbale (script placement): in questo caso il marchio chiamato dai protagonisti del prodotto audiovisivo catturando l'attenzione dello spettatore e facendo sì che il marchio venga affiancato alla reputazione del protagonista che lo cita. Questa forma di product placement è meno frequente rispetto a quella visuale, ma l'effetto che provoca è senz'altro più incisivo, in particolar modo se inserito correttamente nel contesto del film.
- Integrata (plot placement): questa è la forma di product placement più potente da un punto di vista pubblicitario e coerente con la sua natura. Per differenziarsi dalla pubblicità infatti un inserimento dovrebbe nascere da una collaborazione tra azienda e produzione, in modo tale da integrarlo adeguatamente all'interno della trama. Con questa tipologia il prodotto si integra all'interno del film diventando parte della trama, se non il protagonista. In alcuni casi, come ad esempio Gran Torino, Il diavolo veste Prada e Indian - La grande sfida, si riesce a posizionare il marchio addirittura nel titolo del film (name placement).
- Esiste anche l'esperienza di aziende europee che, esulando dall'ambiente cinematografico o televisivo ed evolvendo il concetto, realizzano l'inserimento del proprio prodotto o servizio, generalmente gratuitamente, nel marketing di aziende terze, es. "compra il mio prodotto (di azienda terza) e ti regalo un prodotto o servizio di diversa natura  (es. buoni sconto per viaggi, ecc. ecc.). Il sistema risulta utilizzato in Germania, Scandinavia, Russia, Olanda, Spagna e Italia.

## Legislazione
(TAR Lazio, I, 19.6.2003 n.5450)
La Corte di cassazione ha specificato che è vietata la pubblicità indiretta che sia fonte di confusione, e lecita la pubblicità che non causi confusione.
Una direttiva del testo Televisione senza frontiere consente agli stati membri dell'Unione Europea di regolamentare la pubblicità indiretta in televisione.
La legislazione italiana fino al 2004 ha vietato categoricamente sia la pubblicità occulta sia quella indiretta in televisione: il fondamento di tale normativa era di solito individuato nel bisogno etico di evitare che i consumatori fossero condizionati inconsapevolmente all'acquisto di certi prodotti. Le agenzie di pubblicità erano a favore del mantenimento del divieto, che ha permesso loro di creare un proprio ruolo insostituibile di intermediazione nella creazione e gestione dei messaggi pubblicitari. Le forme indirette di propaganda sono invece ben viste dalle televisioni locali, che vedono nella pubblicità occulta una possibilità in più per raccogliere fondi.

### Il Decreto Urbani
Per la pubblicità indiretta, la situazione è cambiata con il Decreto Ministeriale del 30 luglio 2004, a firma dell'allora ministro Giuliano Urbani e pubblicato nella Gazzetta Ufficiale il 6 ottobre 2004, n. 235: Modalità tecniche di attuazione del collocamento pianificato di marchi e prodotti nelle scene di un'opera cinematografica "product placement".  Il Decreto Urbani prevede che la presenza di marchi e prodotti deve essere palese, veritiera e corretta e si deve integrare nello sviluppo dell'azione, senza costituire interruzioni, e, comunque, deve essere coerente con il contesto narrativo. 
Il decreto inoltre stabilisce l'obbligo di inserire un avviso nei titoli di coda che informi il pubblico della presenza di marchi e prodotti all'interno del film, con la specifica indicazione delle ditte inserzioniste. Il mancato adempimento dell'obbligo di cui al precedente periodo comporta l'esclusione dall'elenco delle imprese come previsto dall'art. 3 del decreto legislativo 22 gennaio 2004, n. 28, e successive modificazioni, per il periodo di due anni a decorrere dall'accertamento della violazione.

### La legge europea
La legge comunitaria 2008 ha delegato il Governo all'attuazione della direttiva 2007/65/CE, che ha modificato la direttiva 89/552/CE sui servizi di media audiovisivi. In particolare, il nuovo articolo 3 octies della direttiva consente agli Stati membri di ammettere il product placement nel rispetto di precise condizioni. L'inserimento di prodotti è sempre vietato nei programmi per bambini, ed è ammesso solo o a titolo gratuito (anche sotto forma di aiuti alla produzione o premi) oppure a pagamento solo nei film per il cinema e le tv, nelle fiction, nelle serie tv, nei programmi sportivi e nei programmi di intrattenimento leggero.
Inoltre, l'inserimento dei prodotti non deve compromettere l'autonomia editoriale e di programmazione delle reti televisive; le trasmissioni non devono incoraggiare direttamente l'acquisto dei prodotti inseriti e non devono dare indebito rilievo ai prodotti in questione; i telespettatori devono essere chiaramente informati dell'inserimento prodotti all'inizio e alla fine della trasmissione e dopo le interruzioni pubblicitarie. Non possono essere inseriti prodotti a base di tabacco o medicinali per i quali è obbligatoria la prescrizione medica. Tutte queste prescrizioni, che si applicheranno solo ai programmi prodotti dopo il 19 dicembre 2009, sono state recepite dal decreto legislativo di attuazione della direttiva previsto dall'articolo 26 del testo approvato dalla Camera, con apposite modifiche al Testo unico della radiotelevisione. La norma, inoltre, estende alla violazione di questi divieti le sanzioni previste dallo stesso testo unico per i divieti in materia di pubblicità, sponsorizzazioni e televendite. Il ministro Paolo Gentiloni si era espresso, invece per la netta contrarietà all'introduzione di questo principio nell'ordinamento italiano.

### Il Testo Unico della radio-televisione
Nel 2010 il decreto legislativo 44/2010, emanato in ricezione di una direttiva europea e poi integrato nel Testo unico, regolamenta il product placement televisivo. All'inizio di un programma e ad ogni ripresa dopo gli spazi pubblicitari va specificata la presenza di spazi promozionali, e a fine programma vanno indicati tutti i brand presenti e (facoltativo) i prodotti presenti.

## La parodia della pubblicità occulta
Già negli USA l'abuso della pubblicità occulta ha portato diversi uomini di spettacolo a porre dei prodotti non reali sulla scena.
Si indicano come esempi:
- Kevin Smith: Nails Cigarettes, Mooby Corporation, Chewlees Gum, Discreeto Burritos.
- Quentin Tarantino: Red Apple Cigarettes, Big Kahuna Burger, Jack Rabbit Slim's Restaurants.
- Robert Rodriguez: Chango Beer.
- Pixar Animation Studios: Pizza Planet, Dinoco.

Sulla stessa scia in Italia Renzo Arbore ha basato la sua trasmissione Indietro tutta! sulla martellante pubblicità di un prodotto che non esiste, il Cacao Meravigliao, spostando la parodia dalla pubblicità occulta, assente sulla televisione italiana, alla telepromozione che ha una presenza ossessiva sulle televisioni commerciali.
Nanni Moretti, in Ecce bombo, illustra ironicamente il product placement, mettendo in bella mostra un pacchetto di sigarette Marlboro.
Nel film The Truman Show del 1998 è frequente il product placement di quelli che nel film erano gli sponsor.
La Duff Beer, anch'essa una parodia della pubblicità occulta, resa famosa da Homer Simpson è diventata famosa al punto che ne è stata prodotta una prima vera versione in Australia (poi vietata su denuncia 20th Century Fox) ed una seconda nel 2006, quando il commerciante messicano Rodrigo Contreras ha acquistato i diritti ed ha iniziato a commercializzarla in vari continenti (ma non in USA).
Thank You for Smoking, film del 2005 più di denuncia che parodistico, racconta la storia di un lobbista della Big Tobacco e di dinamiche di persuasione come la pubblicità occulta. Il protagonista, allarmato dalla proposta di un senatore di stampare un black-box con teschio e tibie sui pacchetti di sigarette per indicarne la nocività, cerca di stringere un accordo con Hollywood: in un film di fantascienza della Sony, Brad Pitt e Catherine Zeta-Jones, dopo aver fatto l'amore, si gusteranno una sigaretta di nuova marca, affascinando gli spettatori e scongiurando il calo di potenziali tabagisti.